# Dezső Laczkó

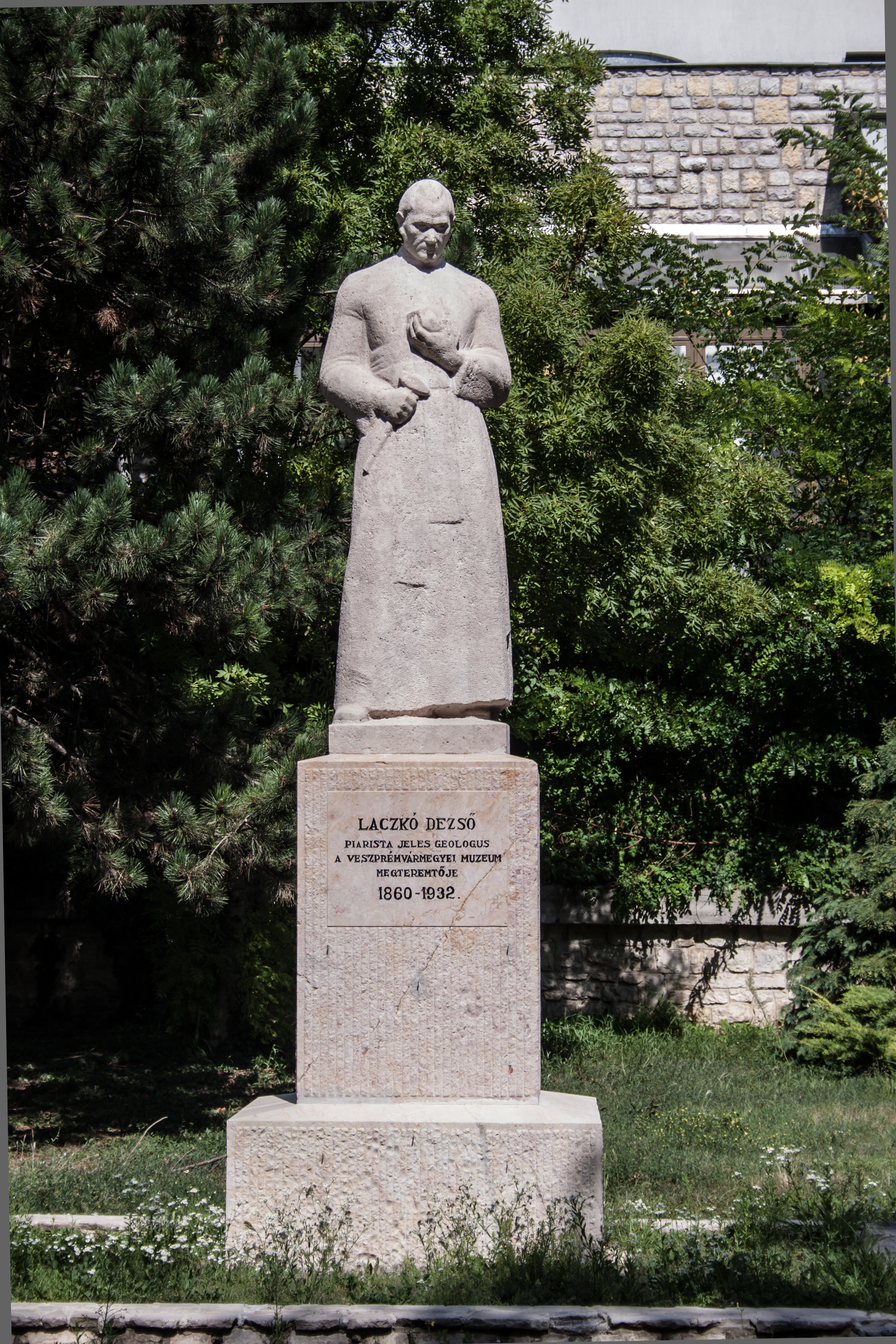
Statue von Dezső Laczkó in Veszprém, erschaffen von Ferenc Medgyessy

Dezső Laczkó SP (* 22. Juni 1860 in Trencsén, Königreich Ungarn; † 27. Oktober 1932 in Veszprém) war ein ungarischer Geologe und Paläontologe.

## Leben
Laczkó wurde im oberungarischen Trencsén (heute Slowakei) geboren, wo er auch das Gymnasium besuchte und 1877 in den Piaristen-Orden eintrat. Von 1879 bis 1881 studierte er Theologie in Nitra und erhielt 1885 die römisch-katholische Priesterweihe. 1883 legte er die Lehramtsprüfung 1883 in Geographie und Naturgeschichte an der philosophischen Fakultät der Universität Budapest ab.
Er unterrichtete an den verschiedenen Gymnasien des Ordens in Prievidza (1883), Debreczen (1884–1885), Kecskemét (1886–1888) und ab 1888 Veszprém.
Ab 1888 lebte er in Veszprém, wo er bis 1912 Lehrer am Piaristengymnasium und von 1906/1912 bis 1918 dessen Direktor war. 1920 ging er in den Ruhestand.

## Forschungen
Bereits ab 1895 beteiligte er sich an der geologischen Erforschung des Bakonywaldes und der Umgebung des Balaton. Laczkó entdeckte gemeinsam mit Otto Jaekel im Mergel der Oberen Triaszeit des Veszprémer Jerusalemberges die fossile Schildkröte Placochelys placodonta. 1902 beteiligte er sich an der wissenschaftlichen Expedition von Mor Déchy im Kaukasus, wo er wichtige geologische Entdeckungen machte.
Neben seiner pädagogischen Tätigkeit beschäftigte er sich auch intensiv mit den Naturwissenschaften. Ab 1895 beteiligte er sich aktiv an der geologischen Erforschung des Bakony-Gebirges und war einer der herausragendsten Mitarbeiter von Lajos Lóczy bei der Erforschung der Umgebung des Balaton. Dabei sammelte er derart viel Material, dass 35 in- und ausländische Paläontologen die Möglichkeit hatten, hierüber zu forschen und zu publizieren. Die stratigraphische Position des Megyerhügel-Dolomits wurde auf der Grundlage der von ihm gesammelten Brachiopoden ermittelt. Er erkannte auch die Hajmásker-Veszprém-Nagyvázsony-Projektion. Im Mergel der Oberen Triaszeit des Veszprémer Jerusalemberges entdeckte er die vom Berliner Paläontologen Otto Jaekel als Placochelys placodonta beschriebene Kieselzahn-Pseudoschildkröte, die wesentlich zur Kartierung der Phylogenie der Ordnung Placodontia beitrug.
1902 nahm er an der letzten (6.) Erkundungsreise von Mór Déchy in den Kaukasus teil und bereicherte das Wissen über die Geologie des Kaukasus mit bedeutenden Daten. Er wirkte an der Ausgrabung der römischen Villa in Balacapuszta am Stadtrand von Nemesvámos (1904) mit. Der große Mosaikboden, der vor Ort gefunden wurde, wurde an das Ungarische Nationalmuseum übergeben.
1903 wurde er korrespondierendes Mitglied der Ungarischen Geographischen Gesellschaft. Mehrere Fossilien sind nach ihm benannt: Trachyceras (Anolcites) laczkoi Dien., Dinarites lacko Arth., Hybodus laczkoi Jaek, Megalodus laczkoi Hoernes.
1903 gründete er das heute nach ihm benannte naturwissenschaftliche Komitatsmuseum in Veszprém und war bis 1932 dessen Direktor.
1927 wurde Laczkó ordentliches Mitglied der St.-Stefan-Akademie in Budapest.

## Werke
- A gerinces állatok csontrendszerének fejlődése (Die Entwicklung des Knochensystems der Wirbeltiere), 1885; Geolog. Notizen aus dem Kaukasus, in: M. Déchy, Kaukasus, Reisen und Forschungen . . ., Bd. 3, 1907;
- A veszprémi Szentbenedekhegy története (Geschichte des St. Benedikt-Berges bei Veszprim), 1908; Veszprém városának és tágabb környékének geológiai leírása (Geolog. Beschreibung der Stadt V. und ihrer weiteren Umgebung), 1911;
- Őstörténeti adatok a Balaton környékéről (Paläontolog. Angaben aus der Umgebung des Plattensees), 1927; etc.